# Nelly Furtado

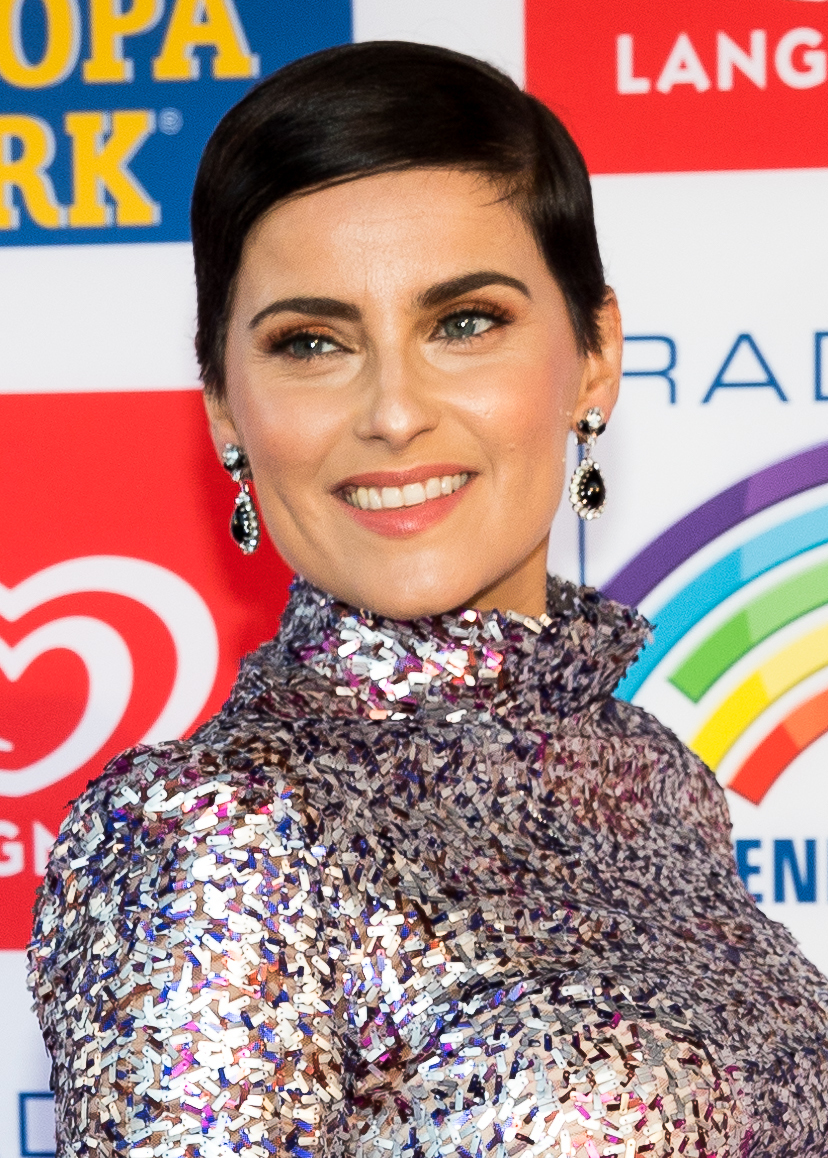
Nelly Furtado beim Radio Regenbogen Award 2017 im Europa-Park in Rust

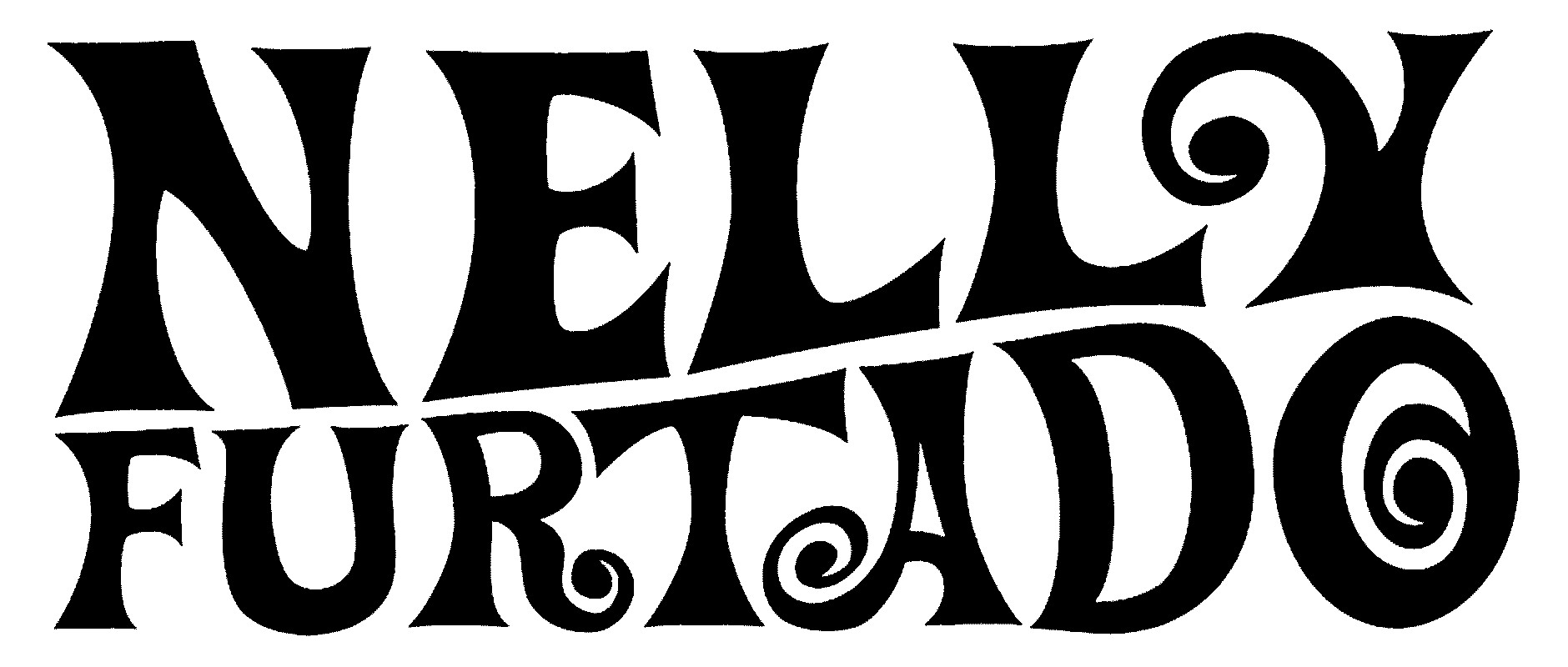
Logo 2000 bis 2010

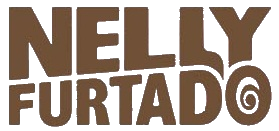
Logo 2012

Nelly Kim Furtado (* 2. Dezember 1978 in Victoria, British Columbia) ist eine portugiesisch-kanadische Sängerin, Songwriterin und unter anderem Grammy-Preisträgerin. Ferner ist sie als Schauspielerin und Moderatorin tätig und hat seit dem Millenniumswechsel bisher sieben Studioalben veröffentlicht.

## Leben

### Kindheit und Jugend
Nelly Furtado wurde als drittes Kind der portugiesischen Einwanderer Maria Manuela und António José Furtado geboren. Ihren Namen erhielt sie in Anlehnung an die sowjetische Turnerin Nelli Kim. Die Eltern waren 1967 vor dem Salazar-Regime aus ihrer Heimatgemeinde Ponta Garça (Kreis Vila Franca do Campo, Insel São Miguel) auf den Azoren geflohen und nach Kanada emigriert. Durch ihren ethnischen Hintergrund und die soziale Stellung ihrer Eltern als Zimmermädchen und Steinmetz wurde Furtado schon früh geprägt. Ihre Eltern erzogen sie im römisch-katholischen Glauben und nach der Auffassung, dass man allein durch harte Arbeit im Leben vorankomme. Sie besuchte die Mount Douglas Secondary School und begann als Zwölfjährige im Sommer zusammen mit ihrer Mutter als Zimmermädchen im Robin Hood Motel von Victoria zu arbeiten. Dieser Tätigkeit ging sie insgesamt acht Jahre lang nach.
In ihrer Jugend litt Furtado unter Depressionen und hatte ein schlechtes Verhältnis zu ihren Eltern. Dementsprechend verließ sie nach dem Abschluss der High School 1996 das Elternhaus und zog zu ihrer Schwester nach Toronto. 1997 kehrte sie für einige Monate zu ihren Eltern nach Victoria zurück und schrieb sich am Camosun College ein. Doch bereits nach kurzer Zeit konfrontierte sie ihre Eltern mit dem Entschluss, das College zu verlassen und sich ganz auf die Musik zu konzentrieren. Ihre Eltern waren mit dieser Entscheidung einverstanden, da sie die Studieneinstellung ihrer Tochter zuvor bemängelt hatten.

### Karitatives Engagement
Anfang März 2011 entschied sich Furtado, ihre Gage in Höhe von einer Million Dollar – die sie für einen 45-minütigen Auftritt für den Gaddafi-Clan in Italien erhalten hatte – für einen gemeinnützigen Zweck zu verwenden. Zudem spendete sie im selben Jahr eine Million Dollar an die Organisation Free The Children, die sich für Kinder in Kenia engagiert. 2014 erhielt Furtado den Ehrenpreis des Deutschen Nachhaltigkeitspreises für ihr vorbildliches humanitäres Engagement, das vor allem jungen Frauen in Ostafrika zugutekommt.

### Privates
Nach ihrem Erfolg bei der Grammy-Verleihung 2002 fasste Furtado den Entschluss, ein ruhigeres Leben zu führen und eine Familie zu gründen. Zu dieser Zeit war sie mit Jasper Gahunia – bekannt als DJ Lil’Jaz – liiert. Sie kannten sich bereits einige Jahre und arbeiteten auch musikalisch zusammen. Gahunia war deshalb auch an der Entstehung der ersten beiden Alben Furtados beteiligt. Wenige Monate später meldete sie, dass sie von ihm schwanger war und ihr erstes Kind erwarte. Am 20. September 2003 brachte sie in Toronto eine Tochter zur Welt. 2005 trennten sie sich nach vierjähriger Beziehung, blieben jedoch miteinander befreundet.
Furtados Beziehung mit dem Tontechniker Demacio „Demo“ Castellón – der auch an ihrem dritten Album Loose mitgearbeitet hat – hielt sie lange Zeit geheim. Im Sommer 2007 gab sie ihre Verlobung mit ihm bekannt; am 19. Juli 2008 folgte die heimliche Hochzeit der beiden. Bei einem Auftritt in der britischen TV-Talkrunde Loose Women im April 2017 gab sie die Trennung von ihm bekannt, die bereits im Sommer 2016 stattgefunden hatte. „Ich bin jetzt Single. Jemand muss meinen Wikipedia-Eintrag aktualisieren – so hilft das meinem Liebesleben nicht!“
Im Dezember 2021 verriet Furtado auf ihrem Instagram-Account, dass sie zwei weitere Kinder hat.
Im Mai 2023 verriet Furtado in einem Interview mit der Zeitschrift Fault, dass bei ihr kürzlich ADHS diagnostiziert wurde.

## Musikalische Karriere

### Bis 1994: Anfänge und Einflüsse
Furtado spricht fließend Englisch und Portugiesisch und hat in diesen beiden Sprachen sowie auf Spanisch und Hindi bereits Lieder gesungen. Im Alter von vier Jahren begann sie, sich für Musik zu begeistern und erhielt Klavierunterricht. Inspiriert wurde sie dabei von ihrer Familie, da ihr Onkel und ihr Großvater Musiker waren, und ihre Mutter in einem Chor sang. Als Siebenjährige erlernte Furtado das Spielen der Ukulele, mit neun Jahren Posaune, mit elf Jahren Keyboard und einige Jahre später Gitarre. Darüber hinaus nahm sie in der Kirche, die sie regelmäßig mit ihren Eltern besuchte, Unterricht in volkstümlichen portugiesischen Tänzen und war zudem Mitglied in einer portugiesischen Blaskapelle. Mit zwölf Jahren begann Furtado ihre ersten eigenen Lieder zu schreiben. Zunächst war sie der Popmusik zugewandt, öffnete sich als Teenager aber einem breiten musikalischen Spektrum und hörte vorwiegend R&B, Hip-Hop sowie brasilianische Musik. Über ihren Bruder kam sie auch mit der Musik von Rock-Gruppen wie Radiohead, The Verve oder Oasis in Kontakt. Während einer Sommerreise durch Europa lernte Furtado die alte portugiesische Musikrichtung Fado kennen.

### 1995–1996: Entdeckung und Trip-Hop-DuoNelstar
Bei einem Aufenthalt in Toronto im Sommer 1995 lernte Furtado den Hip-Hopper Tallis Newkirk von der Gruppe Crazy Cheese kennen. Newkirk war von ihren musikalischen Fähigkeiten so überzeugt, dass er sie an den Aufnahmen für das neue Album der Gruppe, Join the Ranks, mitwirken ließ. Furtado steuerte dabei den Gesang zum Titel Waitin’ 4 the Streets bei.
Während sie in Toronto lebte, schrieb Furtado Songs, nahm Demobänder auf und absolvierte mit dem Trip-Hop-Duo Nelstar, das sie gemeinsam mit Newkirk gebildet hatte, Auftritte in verschiedenen Clubs. Zwar stieg das Interesse an Nelstar mit der Zeit, aber Furtado fühlte sich mit dem musikalischen Stil der Gruppe immer weniger verbunden, sodass Nelstar nach wenigen Monaten wieder zerbrach.

### 1997–2001: DebütalbumWhoa, Nelly!und Internationaler Durchbruch
Noch vor ihrer zwischenzeitlichen Heimkehr nach Victoria hatte Furtado 1997 in Toronto am Honey Jam, einer Talentshow für R&B- und Hip-Hop-Acts, teilgenommen. Beim Auftritt der damals 18-Jährigen wurden Gerald Eaton und Brian West von der Soul-Pop-Band The Philosopher Kings, die unter dem Namen Track & Field auch als Produzenten tätig waren, auf Furtado aufmerksam. Nachdem sie 1999 im Alter von 20 Jahren abermals nach Toronto gezogen war, stellte sie den Kontakt zu Eaton und West wieder her. Zusammen mit den beiden Produzenten schrieb Furtado einige Songs, die zum Teil später auch auf ihrem Debütalbum veröffentlicht wurden, und nahm ein Demoband auf, das an das Label DreamWorks geschickt wurde. Die Aufnahmen überzeugten die Verantwortlichen und so erhielt Furtado 1999 ihren ersten Plattenvertrag. Mit Party’s Just Begun (Again) wurde bereits im selben Jahr ihr erster Song auf dem Soundtrack zum Kinofilm Brokedown Palace veröffentlicht.
Im Oktober 2000 erschien schließlich das von Track & Field produzierte Debütalbum Whoa, Nelly!, welches Pop, Hip-Hop und Folk vereint und Elemente traditioneller Musikrichtungen wie brasilianischen Bossa Nova und portugiesischen Fado enthält. Das Album blieb zunächst weitgehend unbeachtet, doch die Verkaufszahlen wurden im Zuge von Furtados stetig steigender Bekanntheit durch Auftritte im Rahmen der Burn in the Spotlight-Tour im Frühjahr 2001 und als Supporting-Act für Mobys Area: One-Tour deutlich beflügelt. Auch der internationale Erfolg der Singleauskopplungen I’m like a Bird, Turn Off the Light und Shit on the Radio (Remember the Days) machte Furtado 2001 auf der ganzen Welt bekannt, sodass das Debütalbum letztendlich in zahlreichen Ländern Gold- und Platinstatus erzielte. Furtados Auftakterfolg erreichte 2002 mit vier Grammy-Nominierungen sowie dem Gewinn des Grammys in der Kategorie Best Female Pop Vocal Performance für I’m Like a Bird ihren Höhepunkt. Zudem hatte sie die Aufmerksamkeit einiger etablierter Künstler geweckt, sodass es in der Folge zu mehreren gemeinsamen Projekten mit diesen kam.

### 2002–2004:Folklore
Im Mai 2002 veröffentlichte Furtado mit dem kolumbianischen Sänger Juanes mit Fotografía ein gemeinsames Duett, das erstmals auf Juanes′ zweitem Studioalbum Un día normal erschien. Im Herbst 2002 begann Furtado gemeinsam mit Track & Field mit den Aufnahmen zu ihrem zweiten Studioalbum. Die Arbeit verzögerte sich durch ihre damalige Schwangerschaft, sodass erst im November 2003, rund zwei Monate nach der Geburt ihrer Tochter Nevis, das Album Folklore erschien. Das musikalische Konzept der Platte vermischt traditionellen portugiesischen Fado und modernen Pop. Als Inspiration hierfür nannte Furtado die äußere Erscheinung eines älteren portugiesischen Herrn in einer Jeans und einem T-Shirt mit der Aufschrift „Coca-Cola“, der ihr während ihres Urlaubs auf den Azoren begegnet war.
Die Lieder sind im Gegensatz zu Whoa, Nelly! überwiegend akustisch gehalten, um weniger die musikalische Untermalung als vielmehr die melancholischen und nachdenklichen Texte in den Vordergrund zu stellen. In diesen setzt Furtado sich vorrangig mit ihren portugiesischen Wurzeln und ihrem Arbeiterklassen-Hintergrund auseinander, da sie den plötzlichen kommerziellen Erfolg der vergangenen Jahre verarbeiten und genauer ergründen wollte. Dabei vermeidet sie ihre bisherige abstrakte und metaphorische Ausdrucksweise und äußert ihre Gedanken in einer direkteren und persönlicheren Form. Obwohl die Lieder sich früheren Themen wie zum Beispiel der Selbstsicherheit anschließen, sind sie aus musikalischer Sicht jedoch nicht mit den radiotauglichen Popsongs des Vorgängers vergleichbar.
Die Reaktion auf das Album fiel verhalten aus, sodass Folklore deutlich hinter dem Erfolg des Debüts zurückblieb. In den Vereinigten Staaten erreichten die Verkaufszahlen nur etwa ein Viertel von Whoa, Nelly!. Im Gegensatz dazu erhielt das Album in Deutschland weitaus größere Beachtung. Furtado konnte sich mit Folklore sowie mit den Singles Powerless (Say What You Want) und Força – dem offiziellen Titelsong zur Fußball-Europameisterschaft 2004 in Portugal – erstmals in den Top Ten der deutschen Album- und Single-Charts platzieren. Auch die zweite Singleauskopplung Try konnte Erfolge erzielen. Der Titel stieg am 5. April 2004 auf Platz 31 in die deutschen Singlecharts ein und belegte in den folgenden Wochen die Ränge 42 und 32. Insgesamt konnte es sich neun Wochen lang in den Top 100 halten. Höhere Chartplatzierungen gelangen unter anderem mit Position 15 im Vereinigten Königreich, Platz 19 in Italien, Rang 22 in der Schweiz und Position 26 in Österreich. Später vermutete sie in einem Interview, dass die deutschen Fans das Album wegen seiner Gedankenversunkenheit so sehr mögen würden. Am 4. Juli 2004 wurde ihr die Ehre zuteil, Força vor dem Finale der Fußball-Europameisterschaft im Lissaboner Estádio da Luz und vor 153 Mio. Fernsehzuschauern zu präsentieren.

### 2005–2007: Erneute Zusammenarbeit mit Timbaland undLoose

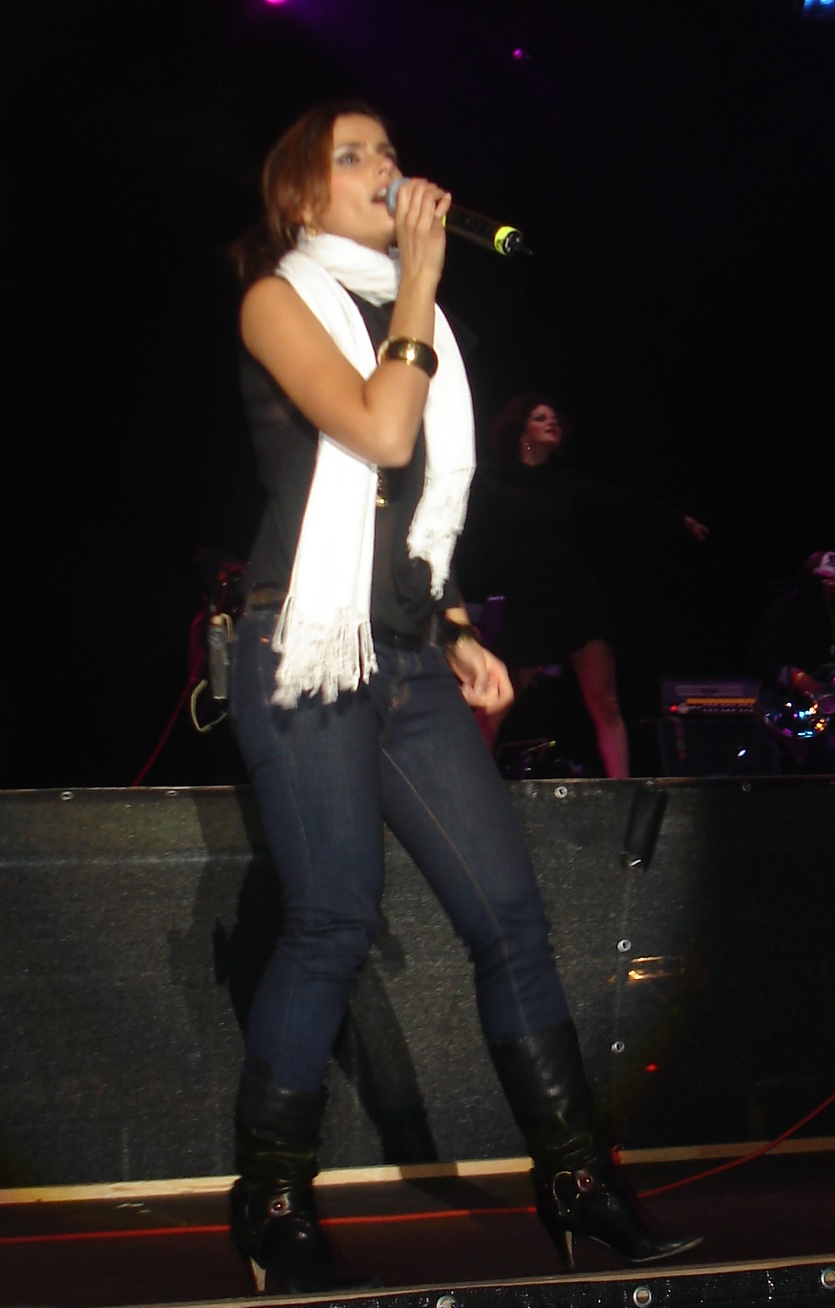
Furtado bei Rock am Ring (2006)

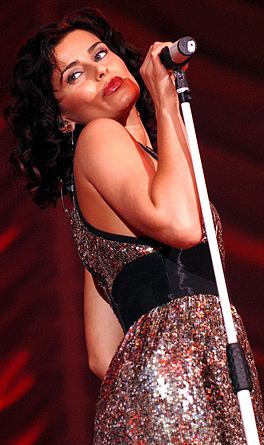
Furtado in der Manchester Arena (2007)

Furtados drittes Album sollte einen neuen Stil erhalten und so wurden im Vorfeld die alten Strukturen gelöst. Sie hatte sich von ihren Produzenten Track & Field getrennt und auch ihre alte Plattenfirma existierte nicht mehr, sodass sie nun beim Label Geffen Records unter Vertrag stand. Nachdem sich Furtado vergeblich an einige andere Produzenten gewandt hatte, wurde sie sich schließlich mit Timbaland einig, den sie bereits seit 2001 durch die gemeinsame Arbeit am Get-Ur-Freak-On-Remix mit Missy Elliott kannte. Die erneute Zusammenarbeit verlief so gut, dass anstatt eines einzelnen Titels zahlreiche neue Songs für ihr kommendes Album entstanden. Dies schlug sich auch im Stil Furtados nieder, der jetzt hauptsächlich von Hip-Hop- und R&B-Einflüssen geprägt war und welchen Furtado selbst als „Punk-Hop“ bezeichnete.
Im April 2006 erschienen die Singles Maneater und Promiscuous, ein Duett mit Timbaland, das mit 10.725.000 verkauften Einheiten ihre erfolgreichste Veröffentlichung ist. Am 9. Juni 2006 kam ihr drittes Studioalbum Loose heraus. Furtado stürmte damit in zahlreichen Ländern auf Platz eins der Album-Charts, was ihr zuvor weder mit Whoa, Nelly! noch mit Folklore gelungen war. Auch die später aus Loose veröffentlichten Singles avancierten zu großen internationalen Erfolgen. Anfang 2007 stand Furtado mit Loose und All Good Things (Come to an End) für mehrere Wochen gleichzeitig auf Platz eins der deutschen Album-, Single- und Download-Charts. Im Februar 2007 startete sie mit der Get Loose Tour ihre bislang umfangreichste Welttournee, welche auch einen Auftritt in ihrer Heimatstadt Victoria umfasste. Deren Vertreter erklärten in diesem Rahmen den 21. März (Frühlingsanfang) zum alljährlichen Nelly Furtado-Day. Für über eine Million verkaufte digitale Einheiten ihres Albums Loose und den dazugehörigen Singles wurde Furtado im Anschluss an ihr Berlin-Konzert vom 12. März 2007 mit dem neu geschaffenen Platinum Digital Award ausgezeichnet. Sie ist die erste Künstlerin, die die Millionengrenze überschreiten konnte. Unmittelbar nach dem enormen kommerziellen Erfolg ihres dritten Albums wurde Furtado von Geffen Records dazu gedrängt, Loose in spanischer Sprache neu aufzunehmen. Sie ließ sich von dieser Idee jedoch nicht begeistern und erteilte ihrer Plattenfirma eine Absage. Der im März 2007 ausgekoppelte Titel Say It Right konnte weltweit sogar über sieben Millionen Einheiten absetzen und ist damit die bisher erfolgreichste Single in Furtados Karriere sowie ihrer Plattenfirma. Im April 2007 erschien die Single Give It to Me, bei der sie gemeinsam mit Timbaland und Justin Timberlake sang. Bei dem Lied singt eine der drei Interpreten eine Strophe allein, die jeweils gegen einen bestimmten Musiker gerichtet ist. Nelly Furtado richtete ihre Strophe gegen Fergie von den Black Eyed Peas wegen ihres Urheberstreits mit deren Titel Glamorous. Anfang Juli 2007 erschien mit Te busqué nach Fotografía im Jahr 2002 eine erneute Zusammenarbeit mit Juanes als fünfte Singleauskopplung von Loose. In den deutschen Singlecharts kam das Duett auf Platz 16.
Zugleich wurde aber auch deutlich, dass Furtado ihr Image spürbar geändert hatte. In den neuen Musikvideos gab sie sich deutlich lasziver und freizügiger als bislang gewohnt, weshalb ihr von Fans und Medien vorgeworfen wurde, durch Überbetonung ihrer Sexualität höhere Verkaufszahlen erreichen zu wollen. Folglich bot der Playboy Ende 2006 500.000 US-Dollar für Nacktaufnahmen; Furtado lehnte das Angebot jedoch ab.

### 2008–2009:Mi planund Gründung MusiklabelNelstar
Im Oktober 2008 begann Furtado gemeinsam mit ihrem langjährigen Freund und Gitarristen der Philosopher Kings, James Bryan, mit der Arbeit an ihrem vierten Studioalbum Mi plan. Mit ihrer ersten Aufnahme, einem englischsprachigen Titel, war sie jedoch sehr unzufrieden und wusste nicht, wie sie ihre kreative Blockade überwinden könnte. Der kubanisch-kanadische Sänger und Songwriter Alex Cuba, der ebenso an der Produktion von Mi plan beteiligt gewesen ist, konnte Furtado schließlich davon überzeugen, sich ihren langersehnten Wunsch zu erfüllen und ein Album in ausschließlich spanischer Sprache aufzunehmen. Zuvor hatte sie dies aufgrund ihrer unzureichenden Spanischkenntnisse stets abgelehnt. Für Furtado war die spanische Sprache nach den vergangenen stressigen Jahren eine neue Energie- und Inspirationsquelle, durch die sie ihre Gedanken und Emotionen leichter ausdrücken konnte. Im Dezember 2008 kam mit dem Titel Broken Strings eine englischsprachige Kollaboration mit dem britischen Sänger und Songschreiber James Morrison heraus. Das Duett erlangte in Deutschland Platin-Status und im Vereinigten Königreich bekam es Mehrfach-Platin.
Anfang 2009 trennte sie sich von Geffen Records und gründete mit Nelstar ihr eigenes Musiklabel, das als Indie-Label konzipiert und Teil der kanadischen Labelgruppe Last Gang ist. Mi plan wurde in Zusammenarbeit von Nelstar und der Tochtergesellschaft Universal Music Latino des Major-Labels Universal Music Group am 11. September 2009 veröffentlicht. Furtados viertes Werk ist ihr erstes spanischsprachiges Studioalbum enthält zudem zahlreiche Zusammenarbeiten mit international zum Teil weniger bekannten Künstlern, von denen einige dem Bereich Latin Pop zuzurechnen sind, darunter Concha Buika, Alex Cuba, Alejandro Fernández, Josh Groban, Juan Luis Guerra, Mala Rodríguez und Julieta Venegas. Alle Titel basieren auf realen Emotionen und selbst erlebten Situationen und handeln erstmals überwiegend von dem Thema Liebe. Daher bezeichnet Furtado Mi plan auch als ihr bisher persönlichstes Album. In den Billboard 200 erzielte das Album Platin; in Deutschland und Österreich erlangte das Album Gold-Status. Die weltweiten Verkaufszahlen konnten allerdings nicht an die der Vorgängeralben anknüpfen.

### 2010–2015:The Best of Nelly FurtadoundThe Spirit Indestructible

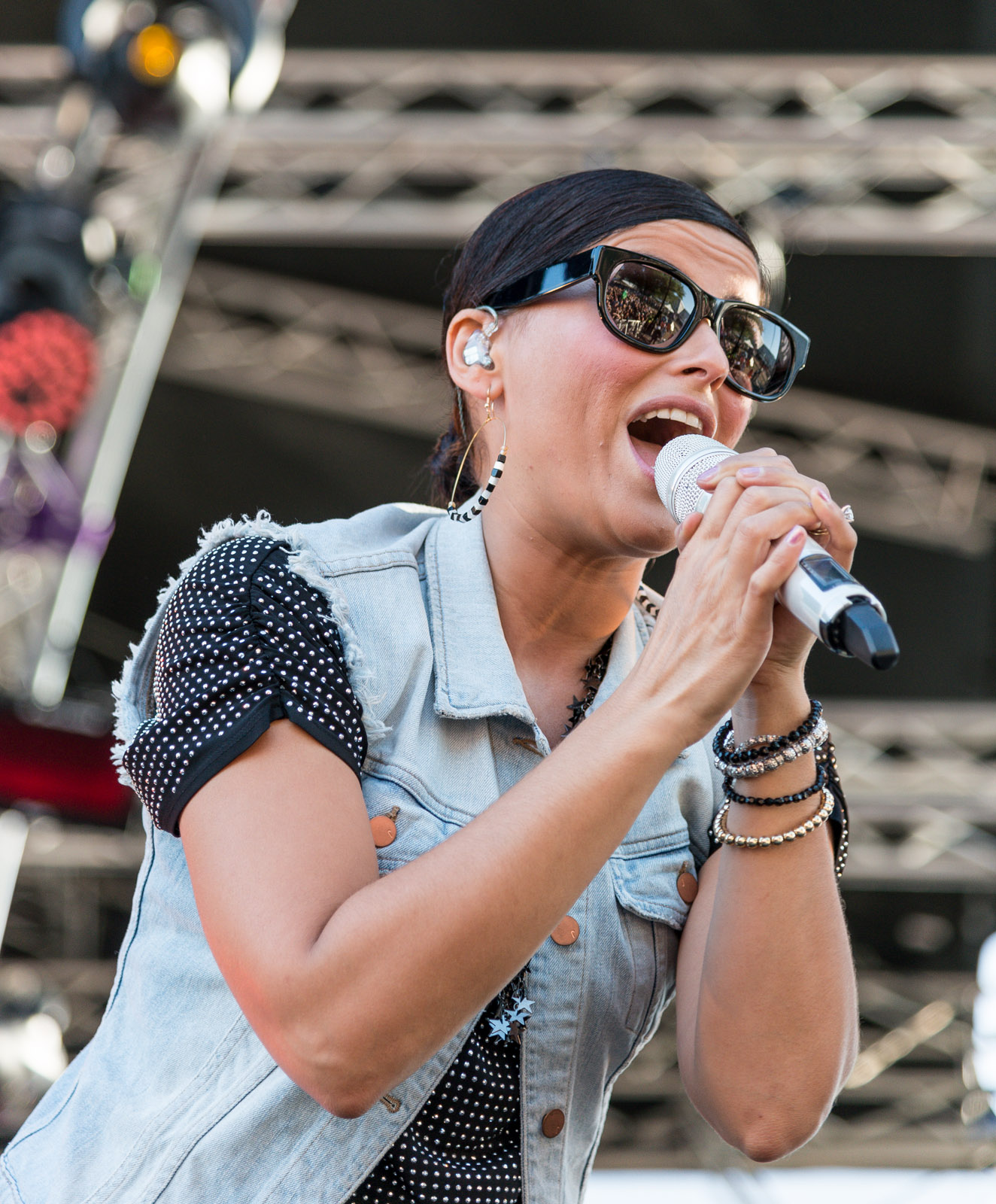
Furtado beim Palmesus Festival in Kristiansand (2013)

Am 12. Februar 2010 trat Furtado gemeinsam mit Bryan Adams während der Eröffnungszeremonie der Olympischen Winterspiele 2010 in Vancouver auf, zwei Tage später folgte ein einstündiger Auftritt im Rahmen einer olympischen Konzertreihe.
Aus Anlass ihres zehnjährigen Bühnenjubiläums wurde am 12. November 2010 Furtados erstes Greatest-Hits-Album mit dem Titel The Best of Nelly Furtado veröffentlicht, welches mit den Titeln Night Is Young, Girlfriend In This City und Stars drei neue Lieder enthält.
Furtado begann noch vor der Veröffentlichung von Mi plan mit der Arbeit an ihrem fünften Studioalbum. Sie wollte dieses bereits im Frühjahr 2010 unter dem Titel Lifestyle veröffentlichen, entschied sich nach ihrer mehrwöchigen Mi plan Tour im selben Jahr aber dazu, die Arbeit fortzusetzen und das Album unter neuem Namen zu einem späteren Zeitpunkt auf den Markt zu bringen. Vor Beginn der Aufnahmen fühlte Furtado jedoch Unlust und Unsicherheit bezüglich ihrer Musikerkarriere und spielte ernsthaft mit dem Gedanken, diese zu beenden und in anderen künstlerischen Tätigkeitsbereichen aktiv zu werden. Während der Aufnahmen änderte sie jedoch ihre Einstellung und veröffentlichte im September 2012 schließlich ihr fünftes Werk The Spirit Indestructible.
Dieses ist in musikalischer Hinsicht eine Mischung aller ihrer bisherigen Alben, wobei urbane Klänge aber wieder stärker im Vordergrund stehen. So enthält es ihren eigenen Angaben zufolge die Ecken und Kanten von Whoa, Nelly!, die Melancholie von Folklore, die Dynamik von Loose und die Leidenschaft von Mi plan. Gleichzeitig bilden die Erinnerungen an ihre Jugend und ihr damit verbundener künstlerischer Werdegang das musikalische und textliche Fundament von The Spirit Indestructible. Weitere Leitmotive sind Spiritualität und der damit verbundene Glaube an die eigene innere Stärke, die unter anderem von Furtados Erlebnissen auf ihren wohltätigen Reisen nach Kenia im Jahre 2011 beeinflusst sind. Zusätzlich ließ die Sängerin sich von dem Mut und der Zuversicht der Menschen inspirieren, die an dem Arabischen Frühling und der Occupy-Bewegung teilgenommen oder schlimme Naturkatastrophen, wie beispielsweise das Tōhoku-Erdbeben 2011 in Japan, überlebt haben. Als Produzenten haben überwiegend Rodney „Darkchild“ Jerkins und Salaam Remi, aber auch Michael Angelakos, der Frontsänger der Electropop-Band Passion Pit, an dem Album mitgewirkt. Jerkins zeichnet überdies für die Musik verantwortlich, die Furtado in den 1990ern selbst als Jugendliche gehört hat und die wiederum die Inspirationsquelle für The Spirit Indestructible gewesen ist.
Während Kritiker vor allem die Diversität von Furtados erstem englischsprachigen Album seit über sechs Jahren lobten, blieben die Verkaufszahlen erneut deutlich hinter den Erwartungen zurück. Auch die beiden im Voraus veröffentlichten Singles Big Hoops (Bigger the Better) und Spirit Indestructible konnten nicht annähernd an die hohen Chartpositionen der Loose-Singles anknüpfen. Im Gegensatz dazu platzierte The Spirit Indestructible sich allein in Deutschland, Österreich und der Schweiz auf den vordersten Rängen der Album-Charts.

### 2016–2022:The Rideund Auszeit

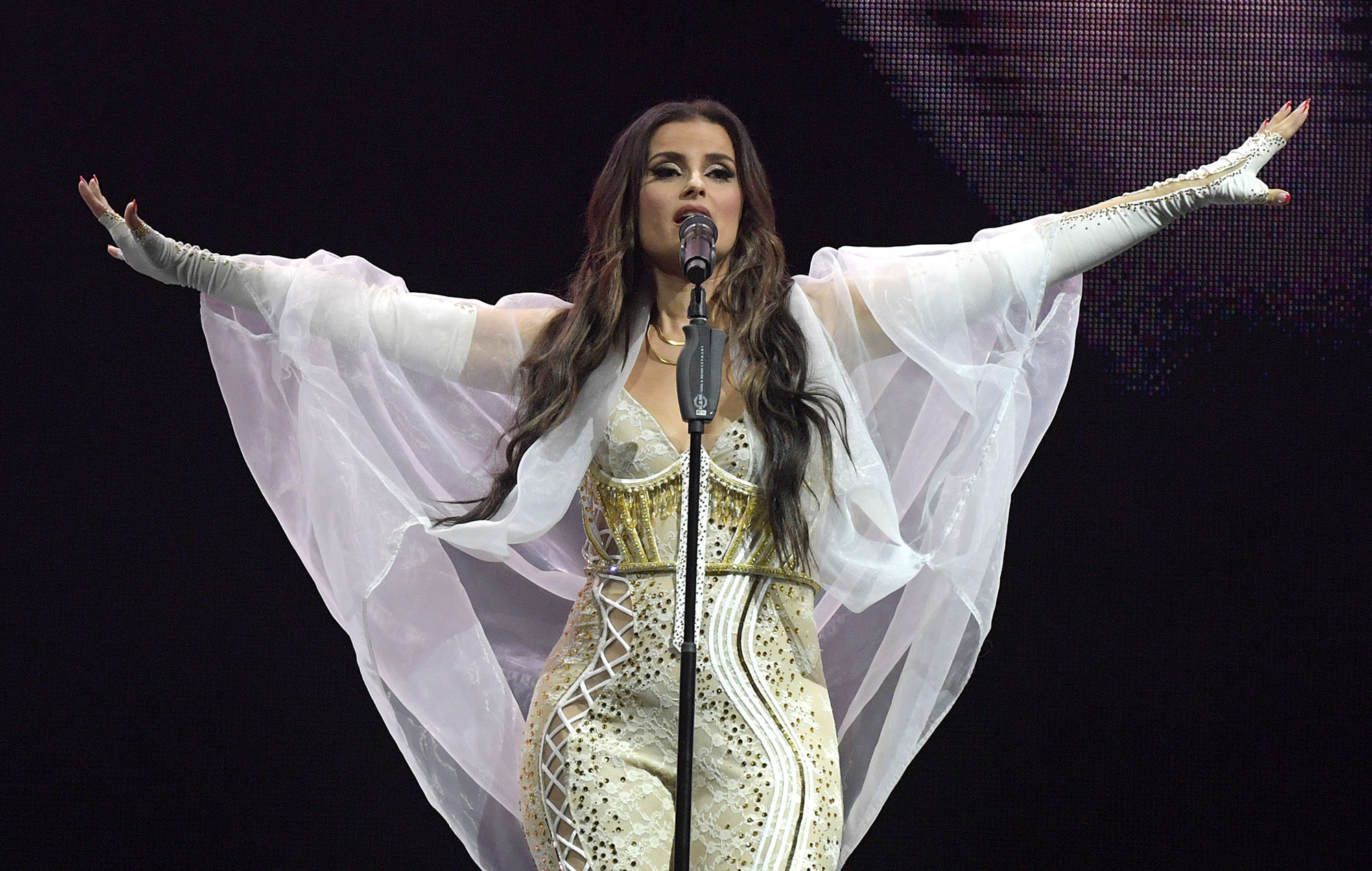
Furtado auf dem Beyond the Valley Festival 2022 in Australien

Nach mehrjähriger musikalischer Pause kündigte Furtado im Sommer 2016 ein neues Album für das folgende Jahr an. Am 13. Juli 2016 wurde Behind Your Back auf Spotify veröffentlicht; am 9. September des Jahres folgte Islands of Me. Beide Titel waren später ausschließlich auf der Deluxe-Version des Albums enthalten. Am 15. November 2016 erschien die Lead-Single Pipe Dreams, Ende Januar 2017 der Titel Cold Hard Truth.  Ihr sechstes Studioalbum The Ride veröffentlichte sie – als zweites Studioalbum nach Mi plan von 2009 – bei ihrem Musiklabel Nelstar am 31. März 2017. Mit dem Album hatte Furtado ihren geringsten kommerziellen Erfolg. The Ride hielt sich international nur eine Woche lang in den hinteren Plätzen der offiziellen Charts – in Österreich, Großbritannien und in den Vereinigten Staaten blieb eine Platzierung gänzlich aus – und auch Verkaufszahlen blieben unter ihren bisherigen Studioalben unter den Erwartungen. Seine höchste Chartnotierung hatte das Album in der Schweizer Hitparade, wo es auf Platz 41 kam. Danach zog sich Furtado in das Privatleben zurück. In dieser Zeit war sie nach eigener Aussage unter anderem zur Universität gegangen, um dort Drehbuchschreiben zu studieren.

### Seit 2023: Kollaborationen und7
2023 nahm Furtado ihre musikalische Laufbahn nach sechs Jahren wieder auf und brachte mehrere Kollaborationen mit verschiedenen Künstlern heraus. Im Juni 2023 veröffentlichte sie gemeinsam mit Dom Dolla und unter Beteiligung des Rappers Drake den Song Eat Your Man. Im September 2023 erschien sechzehn Jahre nach dem Titel Give It to Me mit Keep Going Up erneut eine gemeinsame Single mit Timbaland und Justin Timberlake. Am 22. Mai 2024 erschien Furtados Lead-Single Love Bites. Im Juli 2024 folgte mit dem Titel Corazón, einem Duett mit Bomba Estéreo, die zweite Vorab-Singleauskopplung. Am 20. September 2024 veröffentlichte Furtado, erstmals bei dem Plattenlabel Universal Music, ihr siebtes Studioalbum 7, das sich in der ersten Woche auf Platz 35 in den Deutschen Albumcharts platzierte.

## Schauspielarbeiten
Bereits 2001 nach ihrem musikalischen Durchbruch äußerte Furtado den Wunsch, neben der musikalischen Karriere auch schauspielerisch tätig werden zu wollen. Erste Erfahrungen sammelte sie bei Theatervorführungen während der Schulzeit. Um ihre Fähigkeiten im Schauspiel zu verbessern, nimmt sie seit mehreren Jahren Unterricht. Sie erklärte das Mitwirken in einem Kinofilm zu ihrem primären Ziel. 2006 war sie für das Independent-Drama Nobody’s Hero im Gespräch, doch das Vorhaben scheiterte, weil sie wegen der Promotion für ihr drittes Album Loose keine Zeit für die Aufnahmen hatte. Bisher hatte sie Gastauftritte in einigen US-amerikanischen und portugiesischen Serien wie beispielsweise 2007 in CSI: NY. Im darauffolgenden Jahr spielte sie in John Moores Kinofilm Max Payne die Rolle der Christa Balder, die Frau eines Freundes des titelgebenden Max Payne, dargestellt von Mark Wahlberg. 2015 übernahm sie unter der Regie von John L’Ecuyer in der romantischen Filmkomödie A Date With Miss Fortune die Rolle der Nelia.

## Diskografie
Studioalben

| Jahr | Titel Musiklabel                                   | Höchstplatzierung, Gesamtwochen, AuszeichnungChartplatzierungen (Jahr, Titel, Musiklabel, Platzierungen, Wochen, Auszeichnungen, Anmerkungen) | Höchstplatzierung, Gesamtwochen, AuszeichnungChartplatzierungen (Jahr, Titel, Musiklabel, Platzierungen, Wochen, Auszeichnungen, Anmerkungen) | Höchstplatzierung, Gesamtwochen, AuszeichnungChartplatzierungen (Jahr, Titel, Musiklabel, Platzierungen, Wochen, Auszeichnungen, Anmerkungen) | Höchstplatzierung, Gesamtwochen, AuszeichnungChartplatzierungen (Jahr, Titel, Musiklabel, Platzierungen, Wochen, Auszeichnungen, Anmerkungen) | Höchstplatzierung, Gesamtwochen, AuszeichnungChartplatzierungen (Jahr, Titel, Musiklabel, Platzierungen, Wochen, Auszeichnungen, Anmerkungen) | Höchstplatzierung, Gesamtwochen, AuszeichnungChartplatzierungen (Jahr, Titel, Musiklabel, Platzierungen, Wochen, Auszeichnungen, Anmerkungen) | Anmerkungen                                                   |
| Jahr | Titel Musiklabel                                   | DE | AT | CH | UK | US | CA | Anmerkungen                                                   |
| ---- | -------------------------------------------------- | --- | --- | --- | --- | --- | --- | ------------------------------------------------------------- |
| 2000 | Whoa, Nelly! Dreamworks Records (UMG)              | DE14 Gold · (50 Wo.)DE | AT37 (42 Wo.)AT | CH6 Platin · (49 Wo.)CH | UK2 ×2Doppelplatin · (50 Wo.)UK | US24 ×2Doppelplatin · (79 Wo.)US | CA2 ×4Vierfachplatin · (26 Wo.)CA | Erstveröffentlichung: 24. Oktober 2000 Verkäufe: + 5.260.000  |
| 2003 | Folklore Dreamworks Records (UMG)                  | DE4 ×2Doppelplatin · (49 Wo.)DE | AT10 (39 Wo.)AT | CH13 Platin · (44 Wo.)CH | UK11 Gold · (26 Wo.)UK | US38 Gold · (11 Wo.)US | CA18 Platin · (… Wo.)CA | Erstveröffentlichung: 21. November 2003 Verkäufe: + 1.361.500 |
| 2006 | Loose Geffen Records (UMG)                         | DE1 ×6Sechsfachplatin · (… Wo.)DE | AT1 ×2Doppelplatin · (65 Wo.)AT | CH1 ×5Fünffachplatin · (97 Wo.)CH | UK4 ×4Vierfachplatin · (87 Wo.)UK | US1 ×3Dreifachplatin · (70 Wo.)US | CA1 ×6Sechsfachplatin · (35 Wo.)CA | Erstveröffentlichung: 7. Juni 2006 Verkäufe: + 10.569.900     |
| 2009 | Mi plan Interscope Records (UMG)                   | DE5 Gold · (16 Wo.)DE | AT6 (9 Wo.)AT | CH3 Gold · (13 Wo.)CH | — | US39 Platin · (3 Wo.)US | CA20 (1 Wo.)CA | Erstveröffentlichung: 11. September 2009 Verkäufe: + 185.000  |
| 2012 | The Spirit Indestructible Interscope Records (UMG) | DE3 (5 Wo.)DE | AT8 (4 Wo.)AT | CH3 (10 Wo.)CH | UK46 (1 Wo.)UK | US79 (1 Wo.)US | CA18 (1 Wo.)CA | Erstveröffentlichung: 14. September 2012                      |
| 2017 | The Ride Eleven Seven Music (WMG)                  | DE65 (1 Wo.)DE | — | CH41 (1 Wo.)CH | — | — | CA76 (1 Wo.)CA | Erstveröffentlichung: 31. März 2017                           |
| 2024 | 7 Universal Music (UMG)                            | DE35 (1 Wo.)DE | AT27 (1 Wo.)AT | CH27 (1 Wo.)CH | — | — | — | Erstveröffentlichung: 20. September 2024                      |

## Filmografie (Auswahl)
- 2007: CSI: NY (Fernsehserie, Staffel 3, Folge 15: Blutiges Labyrinth)
- 2008: Max Payne
- 2010: Score: A Hockey Musical
- 2012: 90210 (Fernsehserie, eine Folge)
- 2015: A Date With Miss Fortune